# トウルビヨン (競走馬)
トウルビヨン (トゥールビヨン、Tourbillon) は、フランスの競走馬である。ジョッケクルブ賞などに優勝した。種牡馬としては凱旋門賞と2000ギニーなどに優勝したジェベルなどを輩出。
フランスの名馬産家マルセル・ブサックの傑作である。競走馬名は「旋風」を意味する。。

## 経歴
1928年、パリ近郊のジャルディ牧場で誕生。
ブサックはシャンティイ競馬場に厩舎を所有しており、ウィリアム・ホール調教師に調教を任せた。

### 競走馬時代
1930年7月、シャンティイ競馬場のビニュール賞(1100メートル)で競走馬としてデビューし、優勝した。

そのわずか2日後、ブサックはトウルビヨンの耐久実験として、1200メートルのレースに出走するが牝馬に敗れて2着。
翌8月にドイツのレースに出走し優勝。

帰国後出走した仏グランクリテリウムでは重馬場に足をとられ6着に敗れた。
この敗戦により、トウルビヨンには「重馬場に弱い」という風評が競走生活を通じてついて回ることになった。
翌1931年、トウルビヨンはグレフュール賞(2100メートル)、オカール賞(2400メートル)、リュパン賞(2100メートル)と重賞を3連勝。

そして6月14日、エリオット騎手を乗せてフランスのダービーに当たる ジョッケクルブ賞(2400メートル)に出走。
真夏のような暑さで馬場の状態はまずまずの状態で、16頭立ての本命にトウルビヨンは推され、対抗にバルネヴェルが推された。
トウルビヨンはスタートから4コーナーまで馬群の真中を走り、スタンド前で一気に加速して差し切り勝ち。タイムは2分33秒フラット。2着のブルルデュールに2馬身の着差をつけて優勝した。
2週間後にロンシャン競馬場開催のパリ大賞典(3000メートル)に出走し、トウルビヨンが前走同様本命に推された。
前走で馬の気質を理解したと思ったエリオットは、4コーナーを通過しゴール前200メートルで鞭を入れたが粘るバルネヴェルに逃げ切られの1/2馬身離された3着に終わり、エリオットは距離が伸びたのに同じ作戦をとった事を責められた。。
6日後のサンクルー競馬場で共和国大統領賞(2500メートル) に出走。
観客がバルネヴェルと３度目の対決に注目する中、前人気は僅かにトウルビヨンが上回って発走となった。
レースは直線で4番手に走るバルネヴェルの後方にトウルビヨンが続き、スタンド前で追い上げたバルネヴェルに追い付こうとするも、ゴール前で息切れして6馬身離されバルネヴェルに敗れた。
秋になり、ロイヤルオーク賞 で4度目の対決となるバルネヴェルに先行するが、穴馬のデイリに敗れてクビ差2着。

フランス競馬最後を飾る凱旋門賞で本命に推されるが終始先頭集団に付けず、パールキャップの6着に敗れた。
レース後、脚部の故障を抱えたまま出走した事が判明した。
1932年になっても調教を施されていたが、ブサックは良好な成績を上げる事は困難と判断し、競走馬を引退し種牡馬となった。
ステイヤーの父とは違い、勝鞍の最長はダービーの2400メートルだった。

### 種牡馬時代
1932年春から種牡馬となったトウルビヨンは、馬主のマルセル・ブサックが所有するフレスネ・ル・ビュファール牧場で種牡馬となった。
その活躍はブサックの競走馬生産者としての名声を確立させ、フランスの競馬は隆盛を極める程だった。
2年目の産駒からゴヤを出し、その後もジェベル、カラカラ等の名馬を輩出、フランスのサイアーランキング上位10位の常連になり、1940,42,45年にはフランスリーディングサイアーに輝いた。

後継種牡馬として成功した産駒が多く、フランスでジェベル、トルナド。アメリカでゴヤとアンビオリックス。アルゼンチンでチモール。オーストラリアでシャルパールとトウーネ。ニュージーランドでカーギが活躍し、世界各国に血を広げた。
第二次世界大戦により日本へ直仔の輸入はされなかったものの、直系のパーソロンやガルカドールが重賞優勝馬を輩出する成功を収めた。
リーディングブルードメアサイアーにはワラビーやフイリユースらが活躍し2度なった。

種牡馬入りから10年後の1942年に若手のジェベルやファリスに牝馬を譲るのも兼ねて、生まれ故郷のジャルディ牧場へ移動。
1954年7月26日、ジャルディ牧場で脳卒中を発症して倒れ、薬殺による安楽死処分された。

## 特徴・逸話

### 気性・馬格
ブサックはトウルビヨンについて次のように評価している。
荒々しい気性で別当の叱声を聞かず、訪問者に前脚で蹴る仕草を続けて威嚇するのは常だった。
馬格は大きな頭と恐ろしい眼力を持ち、後肢は異様に湾曲し、飛節は強大で、腰角から飛節までの直線距離は無様なくらい長い。
馬格について付け加える形で、サラブレッドの貴相に恵まれていないと評した。
そして、これらの特徴を持つトウルビヨンを偉大な個性を所有し安易な妥協を嫌った英雄と賞賛している。

### 実験家ブサックの配合
ブサックはトウルビヨンを用いて極度の近親配合を行った事で知られる。。
成功例として両親共にトウルビヨン産駒のコロネーションが挙げられる。

### ジャージー規則
トウルビヨンの成功はトウルビヨンの母方に入っているジェネラルスタッドブックに遡る事のできないアメリカ発祥の血統だった。
その為、イギリスでは1913年に制定されたジャージー規則によって、トウルビヨンとその子孫はサラブレッドとは認められなかった。
これにより、アイルランドで供用されたジョッケクルブ賞馬シラスは、母父クレイグアンエラン(Craig an Eran) でフリゼットの4 x 3の血統だったが、25ポンドと安価な種付料に設定されても依頼は少なく、優駿を出せず早世する憂き目に遭った。
1949年にジャージー規則が廃止した事で、これらの血統はサラブレッドとして認められるようになったが、これはトウルビヨンとその子孫の活躍も要因の一つであった。

## 主な産駒
- ジェベル (Djebel)  - 2000ギニー、凱旋門賞、サンクルー大賞、ミドルパークステークス
- アンビオリクス (Ambiorix)  - 仏グランクリテリウム、リュパン賞
- カラカラ (Caracalla)  - 凱旋門賞、アスコットゴールドカップ、パリ大賞典、ロワイヤルオーク賞
- コアラズ (Coaraze)  - ジョッケクルブ賞、サンクルー大賞
- シラス (Cillas)  - ジョッケクルブ賞、仏グランクリテリウム
- トゥールメン (Tourment)  - プール・デッセ・デ・プーラン、ロワイヤルオーク賞
- ゴヤ (Goya)  - ガネー賞2回、ジムクラックステークス、セントジェームズパレスステークス
- ユアラーズ (Hurleurs)  - ジョッケクルブ賞
- ガルカドール(Galcador) – イギリスダービー

## ブルードメアサイアーとしての主な産駒
- コロネーション（凱旋門賞）- 父は上述のジェベルでありトウルビヨン2×2という強いインブリードが掛かっている
- オリバン（ダービーステークス）
- パン（ゴールドカップ）
- ワラビー（ゴールドカップ）
- フイリユース（ジョッケクルブ賞）

## 血統
父クサールは凱旋門賞連覇など長距離レースで活躍した。
母ダーバンは1歳時に生産者のデュリア氏が死去した事で、デュリア未亡人に他の所有馬と売り出され、ブサックに格安で購入された後に競走馬として1921年のヴェルメイユ賞を制し同国の牝馬代表に選ばれた。
1923年から10年間1度も空胎が無く、7頭の勝馬を輩出。
初仔バンスターはモルニ賞を勝ち種牡馬入り、トウルビヨンの全姉ディアデームはペネロープ賞を勝ち、リュウファーロスの4代母。
2代母バンシーもデュリアの生産馬でフランス1000ギニー勝ち馬。馬名の由来はバーヴァン・シー 。
| トウルビヨンの血統  | トウルビヨンの血統                                   | トウルビヨンの血統                                   | （血統表の出典）                                     | （血統表の出典） |
| 父系                | ヘロド系                                             | ヘロド系                                             | ヘロド系                                             |                  |
| 父 Ksar 1918 栗毛   | 父の父Bruleur 1910 鹿毛                              | Chouberski                                           | Gardefeu                                             | Gardefeu         |
| 父 Ksar 1918 栗毛   | 父の父Bruleur 1910 鹿毛                              | Chouberski                                           | Campanule                                            |                  |
| 父 Ksar 1918 栗毛   | 父の父Bruleur 1910 鹿毛                              | Basse Terre                                          | Ominium                                              | Ominium          |
| 父 Ksar 1918 栗毛   | 父の父Bruleur 1910 鹿毛                              | Basse Terre                                          | Bijou                                                |                  |
| 父 Ksar 1918 栗毛   | 父の母Kizil Kourgan 1899 栗毛                        | Omnium                                               | Upas                                                 | Upas             |
| 父 Ksar 1918 栗毛   | 父の母Kizil Kourgan 1899 栗毛                        | Omnium                                               | Bluette                                              |                  |
| 父 Ksar 1918 栗毛   | 父の母Kizil Kourgan 1899 栗毛                        | Kasbah                                               | Vigilant                                             | Vigilant         |
| 父 Ksar 1918 栗毛   | 父の母Kizil Kourgan 1899 栗毛                        | Kasbah                                               | Katia                                                |                  |
| 母 Durban 1918 鹿毛 | 母の父Durbar 1911 鹿毛                               | Rabelais                                             | St.Simon                                             | St.Simon         |
| 母 Durban 1918 鹿毛 | 母の父Durbar 1911 鹿毛                               | Rabelais                                             | Satirical                                            |                  |
| 母 Durban 1918 鹿毛 | 母の父Durbar 1911 鹿毛                               | Armenia                                              | Meddler                                              | Meddler          |
| 母 Durban 1918 鹿毛 | 母の父Durbar 1911 鹿毛                               | Armenia                                              | Urania                                               |                  |
| 母 Durban 1918 鹿毛 | 母の母Banshee 1910 鹿毛                              | Irish Lad                                            | Candlemas                                            | Candlemas        |
| 母 Durban 1918 鹿毛 | 母の母Banshee 1910 鹿毛                              | Irish Lad                                            | Arrowgrass                                           |                  |
| 母 Durban 1918 鹿毛 | 母の母Banshee 1910 鹿毛                              | Frizette                                             | Hamburg                                              | Hamburg          |
| 母 Durban 1918 鹿毛 | 母の母Banshee 1910 鹿毛                              | Frizette                                             | Ondulee                                              |                  |
| 母系(F-No.)         | (FN:13-c)                                            | (FN:13-c)                                            | (FN:13-c)                                            |                  |
| 5代内の近親交配     | Omnium 3×4=18.75%（父系） St.Simon 4×5=9.38%（母系） | Omnium 3×4=18.75%（父系） St.Simon 4×5=9.38%（母系） | Omnium 3×4=18.75%（父系） St.Simon 4×5=9.38%（母系） |                  |